# Bronisław Poźniak
Bronisław January Poźniak, Bronisław von Pozniak (ur. 26 sierpnia 1887 we Lwowie, zm. 20 kwietnia 1953 w Halle) – niemiecki pianista i pedagog muzyczny pochodzenia polskiego.

## Życiorys
Ukończył Szkołę Handlową w Krakowie, był też uczniem Felicjana Szopskiego, Jerzego Lalewicza i Władysława Żeleńskiego w Konserwatorium Krakowskim. Uzupełniające studia odbył u Karla Heinricha Bartha w Berlinie, gdzie następnie wykładał w Ochs-Eichelberger-Konservatorium. W latach 1915–1945 przebywał we Wrocławiu, gdzie był wykładowcą gry na fortepianie w Breslauer Konservatorium, a od lat 30. także wykładowcą Institut für Kirchen- und Schulmusik na Uniwersytecie Wrocławskim. Od 1919 do 1925 roku wykładał również w konserwatorium muzycznym Thomasa Cieplika w Bytomiu. W latach 1928–1931 prowadził gościnnie klasę mistrzowską w Konserwatorium Lwowskim. W 1945 roku został ewakuowany wraz z ludnością cywilną z Wrocławia w głąb Niemiec, osiadł w Lipsku. Pod koniec życia działał jako nauczyciel w Halle, gdzie wykładał w Kirchenmusikschule (1945–1949) i Musikhochschule (1947–1953).
Od 1913 roku prowadził własne trio pod nazwą Poźniak-Trio, w którym na przestrzeni lat grali m.in. Karl Freund, Franciszek Szpanowski, Grigorij Piatigorski i Bernhard Günther. Trio to koncertowało w Niemczech, Polsce, Czechosłowacji, Rumunii, Szwajcarii, Włoszech, Hiszpanii, Portugalii i Holandii, propagując twórczość kompozytorów współczesnych, głównie pochodzących z krajów słowiańskich. Występował też jako solista, wykonując utwory Fryderyka Chopina. Opublikował prace Das ABC des Klavierspielers (Berlin 1936, 2. wyd. Lipsk 1948, tłum. pol. ABC pianisty) oraz Chopin. Praktische Anweisungen für das Studium der Chopin-Werke (Halle 1949).
Jego bratankiem był Włodzimierz Poźniak. Napisał autobiografię, której maszynopis z 1949 roku znajduje się w zbiorach biblioteki Akademii Muzycznej we Wrocławiu.